# 마츠야
마츠야(산스크리트어: मत्स्य)는 힌두교 비슈누의 물고기 아바타라이다. 종종 비슈누의 10대 주요 아바타라 중 첫 번째로 묘사되는 마츠야는 대홍수로부터 최초의 인간인 마누를 구한 것으로 알려져 있다. 마츠야는 종종 황금색의 거대한 물고기로 묘사되거나, 비슈누의 상체가 물고기의 뒷부분과 연결된 반인반수 형태로 묘사되기도 한다.
마츠야에 대한 가장 초기 기록은 샤타파타 브라마나에서 발견되는데, 여기서는 마츠야가 특정 신과 연관되어 있지 않다. 이 물고기 구원자는 이후 후기 베다 시대에 브라흐마와 합쳐졌고, 그 후에는 비슈누와 연관되게 되었다. 마츠야와 관련된 전설은 힌두 경전에서 확장, 발전, 그리고 다양하게 변형되었다. 이 전설들은 상징성을 내포하고 있는데, 마누의 보호를 받은 작은 물고기가 거대한 물고기로 자라나 다음 인류의 조상이 될 인간을 구원하는 이야기이다. 후기 버전에서는 마츠야가 베다를 훔친 하야그리바라는 아수라를 죽이고, 그리하여 경전을 구원한 자로 칭송받는다.
이 이야기는 문화권을 초월하여 흔히 나타나는 대홍수 신화의 모티프와 연결된다.

## 어원
마츠야라는 신의 이름은 "물고기"를 의미하는 산스크리트어 단어 마츠야(산스크리트어: मत्स्य)에서 유래했다. 모니어-윌리엄스와 R. 프랑코는 물고기를 뜻하는 마차와 마츠야라는 단어가 "기뻐하다, 즐거워하다, 환호하다, 행복해하다"를 의미하는 어근 마드(mad)에서 파생되었다고 주장한다. 따라서 마츠야는 "즐거운 자"를 의미한다. 산스크리트 문법학자이자 어원학자인 야스카( 기원전 600년경경) 또한 물고기가 "서로를 잡아먹는 것을 즐기기" 때문에 마츠야라고 불린다고 언급했다. 야스카는 또한 "물에 뜨다"는 뜻의 어근 스얀드(syand)와 "물"을 뜻하는 마두(madhu)에서 파생된 마츠야의 다른 어원도 제시한다. 산스크리트어 마츠야는 프라크리트어 마차("물고기")와 동족어이다.

## 전설과 경전 참고자료

### 베다 기원

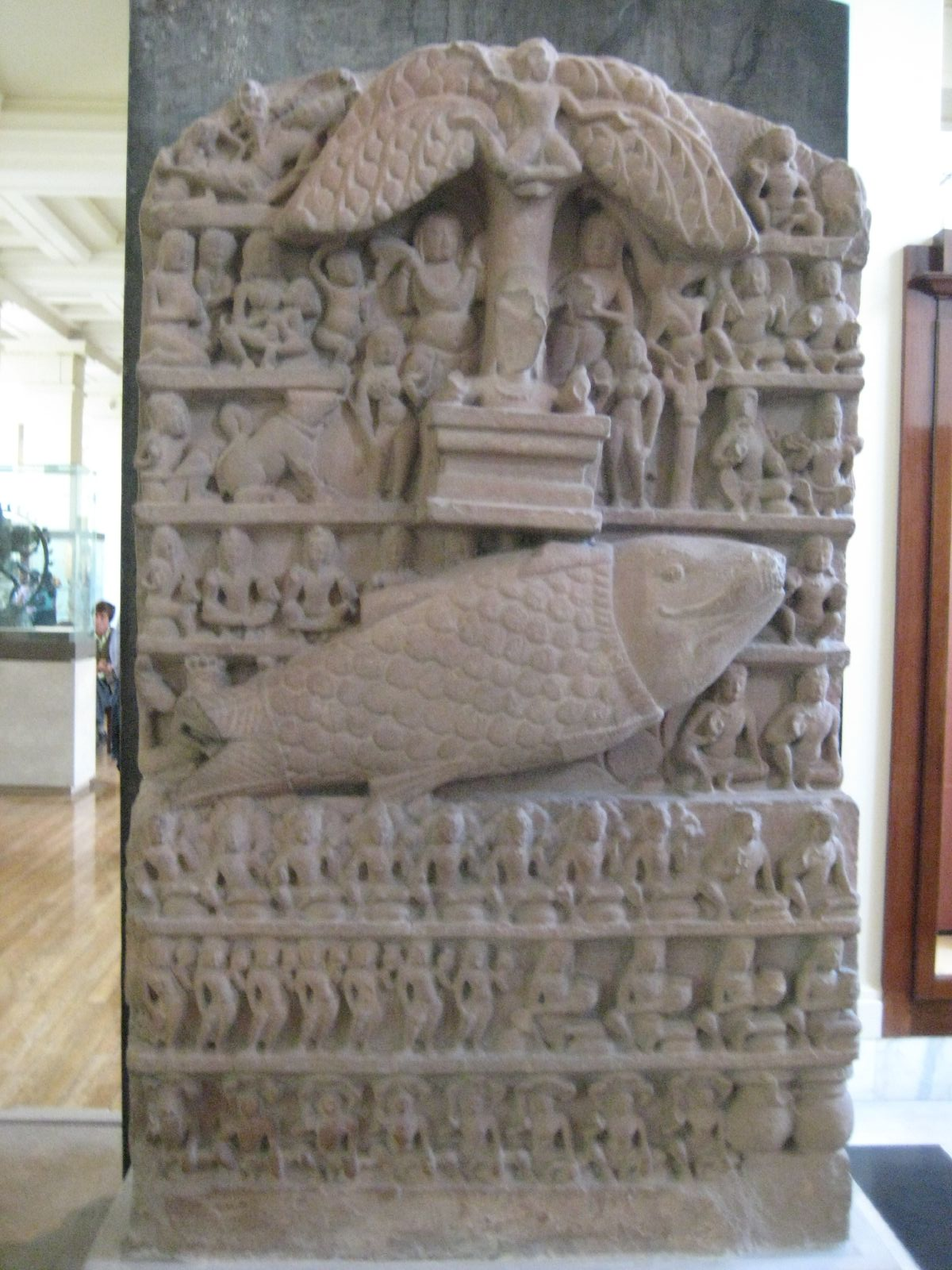
마츠야, 인도 중부, 9세기-10세기. 대영박물관.

야주르베다의 샤타파타 브라마나 1.8.1장은 마츠야와 대홍수 신화를 언급하는 가장 오래된 현존 텍스트이다. 이 텍스트는 물고기 마츠야를 특정 신과 연관시키지 않는다.
이 전설의 중심 인물은 물고기(마츠야)와 마누이다. 마누라는 인물은 입법자이자 조상 왕으로 제시된다. 어느 날, 마누가 목욕하기 위해 물을 가져오는데, 그 물 속에 작은 물고기가 있었다. 그 물고기는 더 큰 물고기에게 잡아먹힐까 두려워 마누에게 보호를 요청한다. 그 대가로 물고기는 마누를 다가올 홍수로부터 구해 주겠다고 약속한다. 마누는 그 요청을 받아들인다. 그는 물고기를 물동이에 넣고, 물고기가 자라자 다시 물이 채워진 도랑에 옮겨 자유롭게 자라게 한다. 물고기가 위험에서 벗어날 만큼 충분히 커지자 마누는 물고기를 바다로 옮긴다. 물고기는 그에게 감사하며 대홍수의 시기를 알려주고, 그날까지 자신의 뿔에 묶을 수 있는 배를 만들라고 마누에게 부탁한다. 예고된 날, 마누는 배를 가지고 물고기를 찾아간다. 파괴적인 홍수가 닥친다. 마누는 배를 뿔에 묶는다. 물고기는 마누가 탄 배를 북쪽 산맥(히말라야 산맥으로 해석됨)의 높은 지대로 옮겨준다. 유일한 생존자인 마누는 고행과 야즈나 (희생제)를 행하여 생명을 다시 세운다. 희생제에서 여신 이다가 나타나고, 둘이 함께 마누의 후손, 즉 인간의 종족을 시작한다.틀:비슈누파
본느푸아에 따르면, 베다 이야기는 상징적이다. 작은 물고기는 인도적인 "물고기의 법칙", 즉 "정글의 법칙"과 동등한 것을 암시한다. 작고 약한 자는 크고 강한 자에게 잡아먹힐 것이며, 나중에 도움이 될 수 있도록 입법자이자 왕인 마누의 달름적 보호가 필요하다. 마누는 보호를 제공하고, 작은 물고기는 자라서 커지고 결국 모든 존재를 구원한다. 본느푸아는 구원자 물고기로부터 도움을 받기 위해 마누가 만든 배는 완전한 파괴를 막고 인간의 구원을 위한 수단의 상징이라고 말한다. 산들은 궁극적인 피난처와 해방을 위한 문을 나타낸다. 에드워드 워시번 홉킨스는 마누가 물고기를 죽음에서 구한 호의가 물고기에 의해 보답받았다고 제안한다.
마츠야는 고대 경전에는 나타나지 않지만, 전설의 씨앗은 가장 오래된 힌두 경전인 리그베다에서 찾을 수 있다. 리그베다에는 최초의 인간이자 인류의 조상인 마누(글자 그대로 "인간")가 등장한다. 마누는 일곱 명의 사제와 함께 희생불(아그니)을 피워 첫 희생제를 올린 것으로 알려져 있으며, 마누의 희생제는 원형적인 희생제가 되었다. 나라얀 아이얀가르는 마츠야 전설의 배가 리그베다와 아이타레야 브라마나에 언급된 희생의 배를 암시한다고 제안한다. 이 맥락에서 물고기는 아그니(신이자 희생의 불꽃)를 의미한다. 따라서 이 전설은 인간(마누)이 희생의 배와 물고기 아그니를 안내자로 삼아 죄와 고난의 바다를 항해할 수 있음을 나타낸다.
아타르바베다에 있는 쿠시타 식물에 대한 기도문에는 황금 배가 히말라야 산봉우리에 놓여 있으며, 그곳에서 약초가 자란다고 언급되어 있다. 모리스 블룸필드는 이것이 마누의 배를 암시할 수 있다고 제안한다.

### 대홍수로부터 마누의 구원

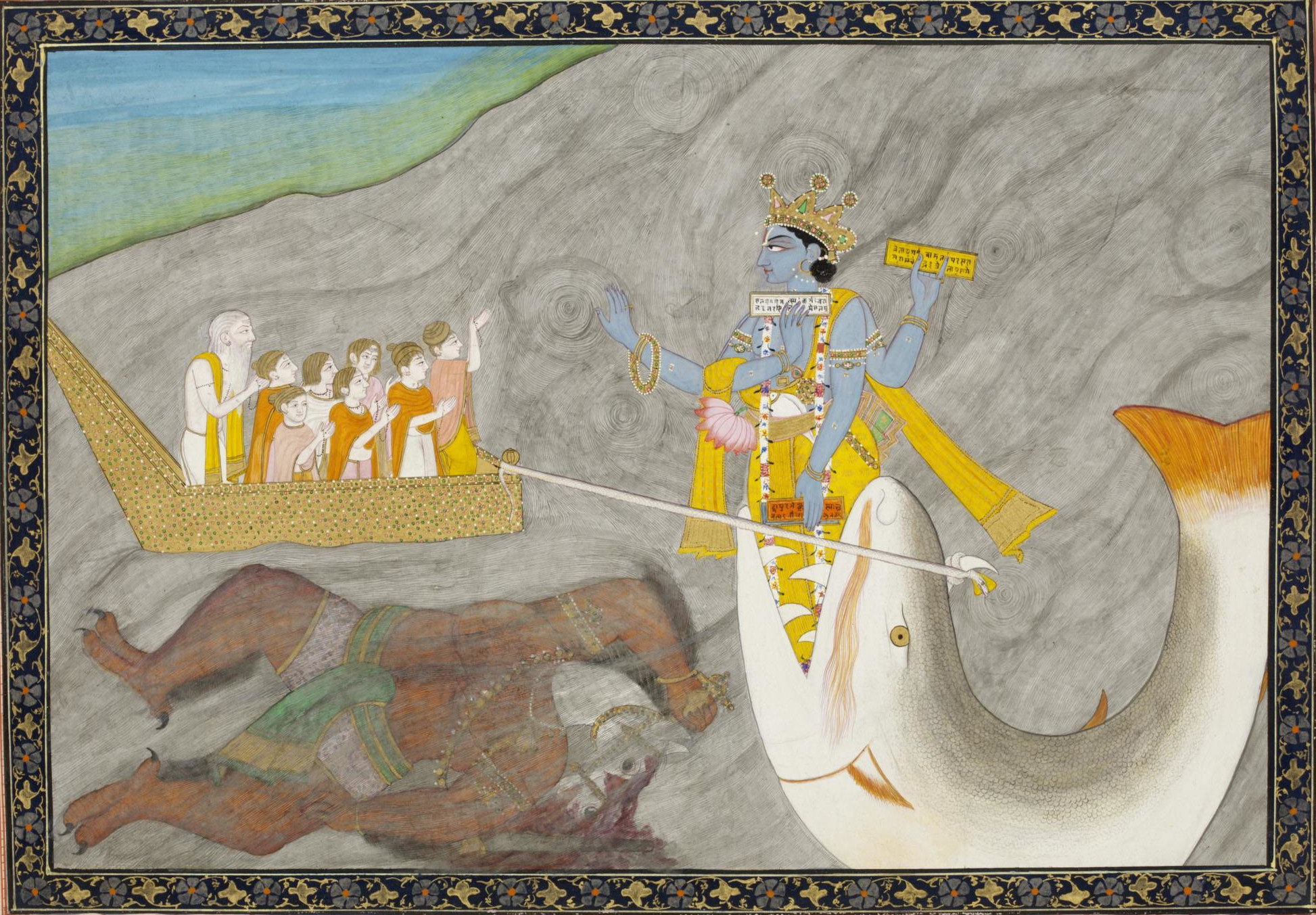
뿔 달린 물고기의 입에서 나타나 마누와 일곱 현자를 태운 배를 끄는 비슈누-마츠야. 마츠야는 죽은 채 바다에 누워 있는 악마 하야그리바에게서 베다 경전을 회수했다. c. 1860-1870년경. 빅토리아 앨버트 박물관.

마츠야의 이야기는 서사시 마하바라타의 3권 (바나 파르바) 186장에도 나타난다. 이 전설은 마누(특히 바이바스바타 마누, 현 마누. 마누는 개인의 이름이라기보다는 칭호로 여겨진다)가 비샬라 숲의 치리니 강둑에서 종교 의식을 행하는 것으로 시작된다. 작은 물고기가 그에게 와서 미래의 홍수로부터 자신을 구해달라고 요청한다. 이 전설은 베다 버전과 같은 방식으로 진행된다. 마누는 물고기를 항아리에 넣는다. 물고기가 항아리보다 커지자, 물고기는 연못에 넣어달라고 요청하고 마누는 이를 도와준다. 그 다음 물고기는 연못보다 커지고, 마누의 도움으로 갠지스강에 도달하여 마침내 바다에 이른다. 마누는 샤타파타 브라마나 버전처럼 물고기로부터 배를 만들고, 예상되는 홍수 당일에 사프타리쉬 (일곱 현자)와 온갖 씨앗을 배에 싣고 오라고 요청받는다. 마누는 물고기의 조언을 받아들인다. 홍수가 시작된다. 물고기는 마누를 돕기 위해 도착한다. 마누는 배를 밧줄로 물고기의 뿔에 묶고, 물고기는 거친 폭풍우 속에서 마누를 싣고 히말라야로 배를 조종한다. 위험이 지나간다. 물고기는 자신을 브라흐마로 드러내고 마누에게 창조의 힘을 부여한다.
우화적인 전설의 베다 버전과 마하바라타 버전의 주요 차이점은 후자가 마츠야를 브라흐마와 동일시하고, 약자가 강자로부터 보호를 받아야 하는 "물고기 법칙"에 대한 더 명시적인 논의를 하며, 물고기가 마누에게 현자와 곡물을 데려오라고 요청한다는 점이다.
마츠야 푸라나는 물고기 구원자(마츠야)를 브라흐마 대신 비슈누와 동일시한다. 이 푸라나는 마츠야에서 이름을 따왔으며 마누의 이야기로 시작된다. 마누 왕은 세상을 등진다. 말라야 산맥에서 고행을 행한 것을 기뻐한 브라흐마는 칼파의 끝에 일어나는 프랄라야 (해체) 때 세상을 구원해 달라는 그의 소원을 들어준다. 다른 버전과 마찬가지로, 마누는 기적적으로 크기가 커지는 작은 물고기를 만나고 곧 물고기를 갠지스 강으로, 나중에는 바다로 옮긴다. 마누는 그 물고기를 비슈누로 알아본다. 물고기는 그에게 홍수를 동반한 칼파의 임박한 불타는 종말을 경고한다. 물고기에게 다시 뿔이 생기지만, 신들은 마누에게 배를 선물한다. 마누는 대홍수 이후 모든 사람들을 위한 식량을 생산하기 위해 모든 종류의 생물과 식물 씨앗을 싣는다. 대홍수가 시작될 때, 마누는 우주 뱀 세샤를 물고기의 뿔에 묶는다. 산을 향한 여정에서 마누는 마츠야에게 질문을 하고 그들의 대화는 푸라나의 나머지 부분을 구성한다.
마츠야 푸라나의 이야기는 상징적이다. 물고기는 처음부터 신성한 존재이며, 보호가 필요 없고 오직 인정과 헌신만 필요하다. 또한 이 이야기는 우주론과 연결되어, 세샤의 형태로 우주적 상징 잔재를 통해 두 칼파를 연결한다. 이 기록에서 마누의 배는 베다의 배라고 불리며, 이는 베다의 의례와 의식을 상징한다. 로이는 이것이 리그베다에 나오는 마누의 황금 배를 암시할 수도 있다고 덧붙인다.
가루다 푸라나에서는 마츠야가 배에 태워 일곱 번째 마누인 바이바스바타 마누를 대홍수에서 구했다고 한다. 링가 푸라나는 비슈누가 물고기로서 배를 꼬리에 묶어 다양한 존재들을 구원했다고 칭송한다.

### 베다의 구원자

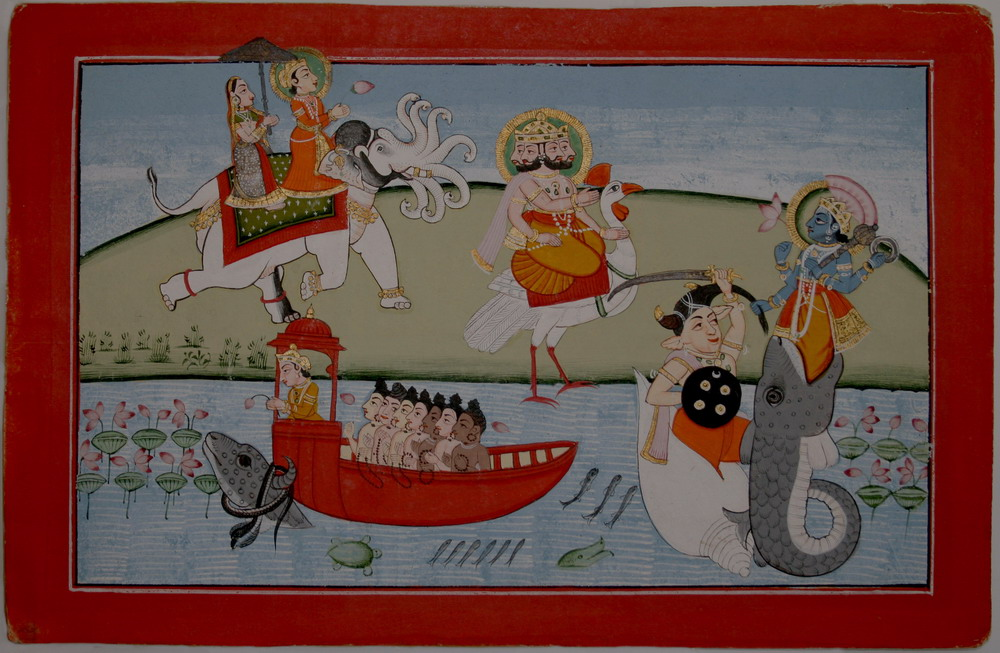
뱀으로 마츠야(왼쪽 하단)에 묶인 배에 마누와 일곱 현자가 타고 있다. 인드라와 브라흐마는 다이티아 하야그리바를 죽이는 비슈누-마츠야에게 경의를 표한다. 하야그리바는 소라에 숨어 있다. 1840년경 메와르.

바가바타 푸라나는 마츠야 아바타라의 또 다른 이유를 추가한다. 칼파의 끝에, 악마 하야그리바("말 목")가 졸린 브라흐마의 하품에서 벗어난 베다를 훔친다. 비슈누는 도난을 발견한다. 그는 작은 사파리 물고기 또는 마츠야 아바타라의 형태로 지상으로 내려온다. 어느 날, 남인도 드라비다 지방의 왕 사티아브라타가 크리타말라강(타밀나두주, 남인도에 있는 바이게이강으로 확인됨)에서 봉헌을 위해 물을 손에 담는다. 거기서 그는 작은 물고기를 발견한다. 물고기는 그에게 포식자들로부터 자신을 구해달라고 요청하고, 자라게 해달라고 부탁한다. 사티아브라타는 작은 물고기에 대한 연민으로 가득 찬다. 그는 물고기를 항아리에 넣고, 거기서 우물로, 그리고 연못으로 옮기며, 연못을 넘어서자 마침내 물고기를 바다로 옮긴다. 물고기는 빠르게 바다보다 커진다. 사티아브라타는 초자연적인 물고기에게 자신의 진정한 정체를 드러내달라고 요청하지만, 곧 그것이 비슈누임을 깨닫는다. 마츠야-비슈누는 왕에게 7일 안에 다가올 홍수를 알린다. 왕은 모든 종류의 동물, 식물, 씨앗뿐만 아니라 일곱 현자(사프타리쉬)를 배에 모으라는 요청을 받는다. 물고기는 왕에게 세샤 뱀의 도움을 받아 배를 자신의 뿔에 묶으라고 요청한다. 홍수가 온다. 물고기 아바타라는 그들을 안전한 곳으로 옮기는 동안, 현자들과 사티아브라타에게 다음 존재 주기(칼파)를 준비시키기 위해 최고의 지식을 가르친다. 바가바타 푸라나는 이 지식이 푸라나로 편찬되었다고 언급하는데, 이는 마츠야 푸라나를 암시하는 것으로 해석된다. 홍수 후에, 마츠야는 악마를 죽이고 베다를 구출하여, 창조를 다시 시작하기 위해 잠에서 깨어난 브라흐마에게 돌려준다. 사티아브라타는 바이바스바타 마누가 되고 현 칼파의 마누로 임명된다.
아그니 푸라나의 서사는 크리타말라 강 주변에 있는 바가바타 푸라나 버전과 유사하며, 악마 하야그리바로부터 베다를 구출한 기록도 포함한다. 마하바라타 버전과 유사하게 바이바스바타 마누가 모든 씨앗(생물이 아닌)을 모으고 일곱 현자들을 모았다고 언급한다. 또한 바가바타 푸라나 버전과 유사하게 마츠야 푸라나의 근거가 되는 마츠야와 마누의 담론도 추가한다. 푸라나들을 나열하면서 아그니 푸라나는 마츠야 푸라나가 칼파가 시작될 때 마츠야에 의해 마누에게 전해졌다고 언급한다.
바라하 푸라나는 브라흐마 대신 나라야나(비슈누와 동일시됨)를 창조신으로 간주한다. 나라야나는 우주를 창조한다. 새로운 칼파가 시작될 때 나라야나는 잠에서 깨어나 베다에 대해 생각한다. 그는 베다가 우주적인 물 속에 있다는 것을 깨닫는다. 그는 거대한 물고기의 모습을 취하여 베다와 다른 경전들을 구한다. 또 다른 경우에 나라야나는 파탈라에서 베다를 회수하여 브라흐마에게 부여한다. 이 푸라나는 또한 나라야나가 지구를 짊어진 원초적인 물고기라고 칭송한다.
가루다 푸라나는 마츠야가 하야그리바를 죽이고 베다뿐만 아니라 마누를 구했다고 말한다. 다른 경우에, 마츠야로 변신한 비슈누가 세 번째 마누인 웃타마의 통치 기간 동안 악마 프랄람바를 죽였다고 말한다. 나라다 푸라나는 악마 하야그리바(카샤파와 디티의 아들)가 브라흐마의 입에서 베다를 빼앗았다고 말한다. 비슈누는 마츠야의 형태로 변신하여 악마를 죽이고 베다를 되찾는다. 이 사건은 바드리나트 숲에서 일어났다고 전해진다. 이 이야기에서는 홍수와 마누가 생략된다. 시바 푸라나는 마츠야로 변신하여 사티아브라타 왕을 통해 베다를 구출하고 프랄라야의 바다를 헤엄친 비슈누를 칭송한다.
파드마 푸라나는 마누를 현자 카샤파로 대체하며, 그가 기적적으로 커지는 작은 물고기를 발견한다. 또 다른 주요 차이점은 대홍수가 없다는 것이다. 마츠야로 변신한 비슈누는 악마 샹카를 죽인다. 마츠야-비슈누는 현자들에게 물에서 베다를 모으라고 명령하고, 프라야그라지에서 브라흐마에게 베다를 바친다. 이 푸라나는 경전이 어떻게 물에 잠겼는지 밝히지 않는다. 비슈누는 그 후 다른 신들과 함께 바다리 숲에 머문다. 스칸다 푸라나의 카르티캄사-마하트먀는 마츠야가 아수라 샹카를 죽인 이야기를 전한다. 바다의 아들 샹카는 다양한 신들의 힘을 빼앗는다. 더 많은 힘을 얻고자 하는 샹카는 비슈누가 잠들어 있는 동안 브라흐마에게서 베다를 훔친다. 베다는 그의 손아귀에서 벗어나 바다에 숨는다. 신들의 간청에 의해 비슈누는 프라보디니 에카다시에 깨어나 사파리 물고기의 형태로 악마를 없앤다. 파드마 푸라나와 유사하게, 현자들은 바다에 흩어진 베다를 다시 정리한다. 이 버전에서도 바다리 숲과 프라야그가 등장하지만, 성장하는 물고기와 마누의 이야기는 빠져 있다.
파드마 푸라나의 또 다른 기록은 마카라라는 악마의 아들이 브라흐마에게서 베다를 훔쳐 우주 바다에 숨긴다고 언급한다. 브라흐마와 신들의 간청에 따라 비슈누는 마츠야의 형태로 물에 들어가 악어로 변신하여 악마를 파괴한다. 이 버전에서는 현자 브야사가 베다를 다시 정리한 것으로 인정받는다. 베다는 그 후 브라흐마에게 반환된다.
브라흐마 푸라나는 비슈누가 지구가 파탈라에 있을 때 로히타 물고기의 형태로 베다를 구했다고 말한다. 크리슈나 중심의 브라흐마바이바르타 푸라나는 마츠야가 크리슈나(최고 존재와 동일시됨)의 아바타라이며, 크리슈나 찬가에서 마츠야를 베다와 브라만(현자)의 보호자이자 왕에게 지식을 전달한 자로 칭송한다.
스칸다 푸라나의 푸루소타마-크셰트라-마하트먀는 다마나카라는 약초의 기원과 관련하여, 다이티아(악마) 다마나카가 사람들을 괴롭히며 물속을 돌아다녔다고 언급한다. 브라흐마의 요청에 따라 비슈누는 마츠야의 모습을 취하여 물속에서 악마를 끌어내어 육지에서 짓밟는다. 악마는 다마나카라는 향기로운 약초로 변하고, 비슈누는 이를 꽃 목걸이에 두른다.

### 아바타라 목록

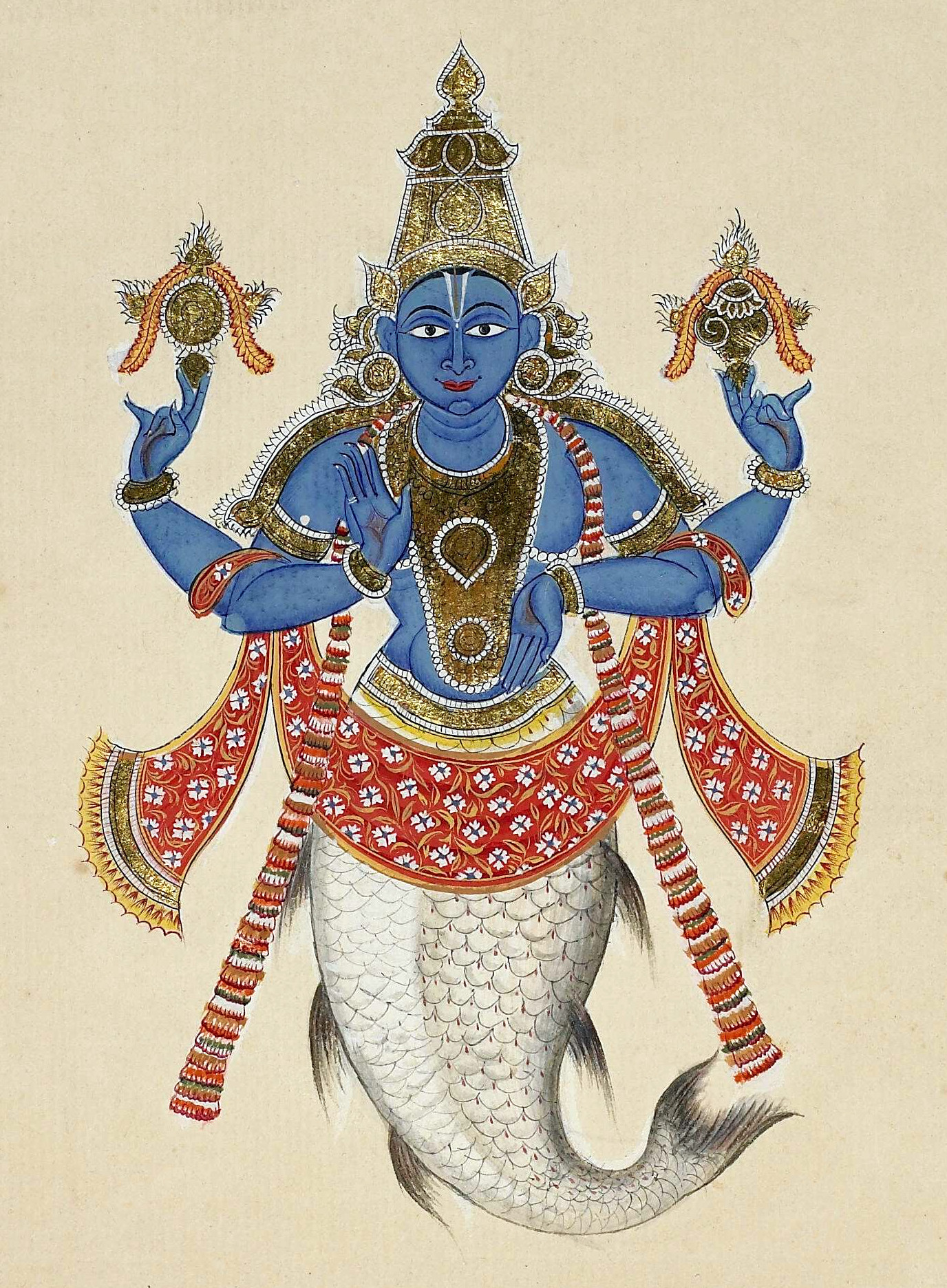
대영박물관에 있는 마츠야 아바타라, 1820년

마츠야는 일반적으로 비슈누의 첫 번째 아바타라로 나열되며, 특히 다샤바타라(비슈누의 열 가지 주요 아바타라) 목록에 그렇다. 그러나 항상 그랬던 것은 아니다. 일부 목록에는 마츠야가 첫 번째로 나열되지 않았으며, 나중에야 마츠야가 첫 번째 아바타라로 나타나는 경향이 시작되었다.
가루다 푸라나의 다샤바타라 목록에서 마츠야는 첫 번째이다. 링가 푸라나, 나라다 푸라나, 시바 푸라나, 바라하 푸라나, 파드마 푸라나, 스칸다 푸라나도 마츠야를 열 가지 고전 아바타라 중 첫 번째로 언급한다.
바가바타 푸라나와 가루다 푸라나는 마츠야를 22가지 아바타라 중 열 번째로 여기며 그를 "대지의 지지자"로 묘사한다.
스칸다 푸라나의 아유디야-마하트먀는 비슈누의 12가지 아바타라를 언급하며 마츠야를 두 번째 아바타라로 제시한다. 마츠야는 브라흐마의 하루(프랄라야)가 끝날 때 마누, 식물 등을 배처럼 지탱했다고 한다.

### 기타 경전 참고자료
비슈누 푸라나의 비슈누 바라하 아바타라 서사는 마츠야와 쿠르마 아바타라를 언급하며, 브라흐마(비슈누에게 이전된 칭호인 나라야나와 동일시됨)가 이전 칼파에서 이러한 형태를 취했다고 말한다.
아그니 푸라나, 브라흐마 푸라나, 비슈누 푸라나는 비슈누가 메루산을 둘러싼 산맥 외부 지역 중 하나인 쿠루-바르샤에 마츠야로 거주한다고 제시한다.

## 도상학

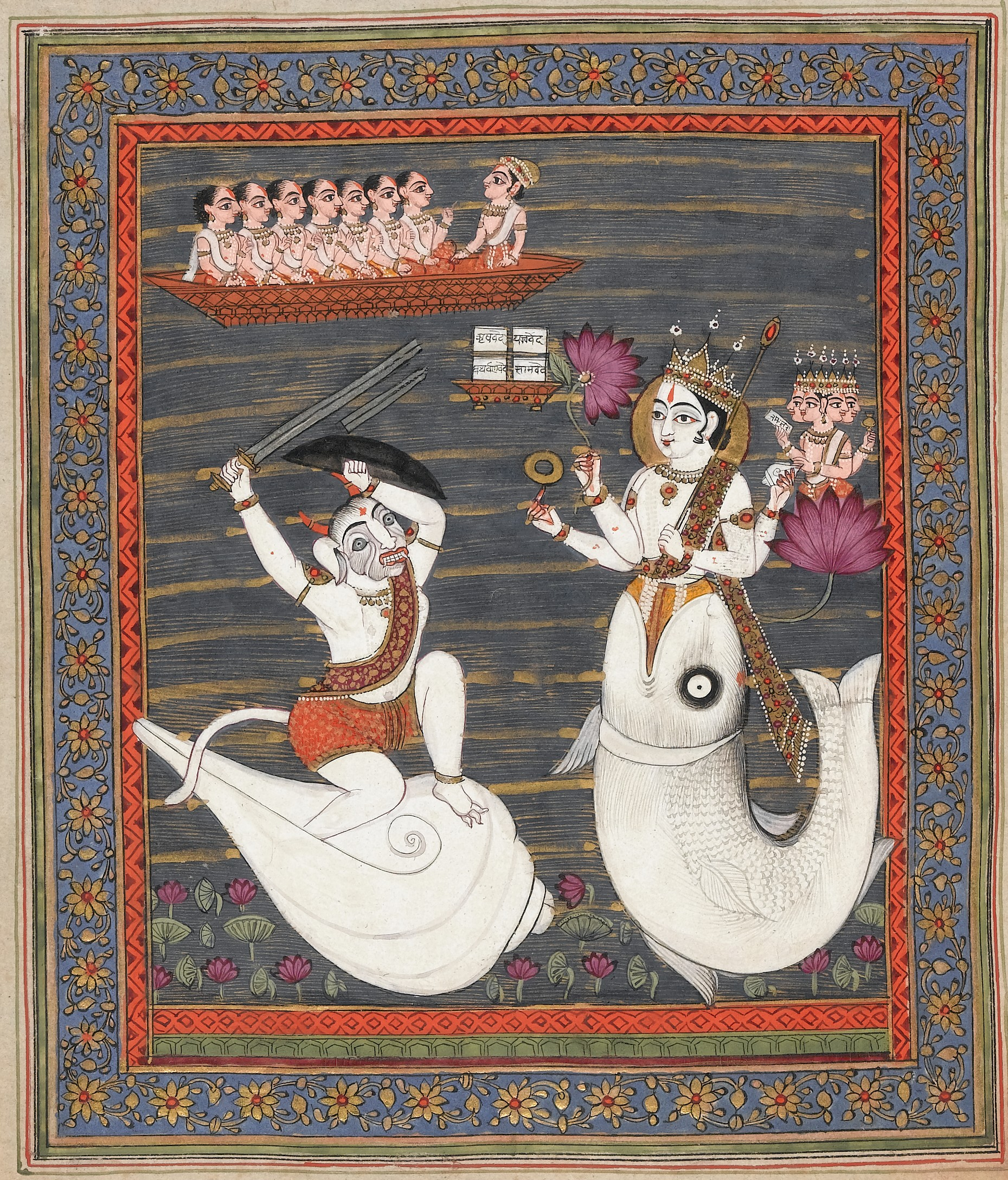
마누와 일곱 현자가 배에 타고 있다(왼쪽 상단). 마츠야는 소라에서 나오는 악마와 맞서고 있다. 네 개의 베다 경전은 비슈누의 얼굴 근처에 묘사되어 있으며, 브라흐마는 마츠야의 오른쪽에 있다.

마츠야는 두 가지 형태로 묘사된다. 동물 형태의 물고기 또는 의인화된 형태이다. 아그니 푸라나는 마츠야를 동물 형태로 묘사해야 한다고 규정한다. 비슈누 다르모타라 푸라나는 마츠야를 뿔 달린 물고기로 묘사할 것을 권장한다.
의인화된 형태에서 상반신은 네 팔의 인간이고 하반신은 물고기이다. 상반신은 비슈누와 닮았으며, 비슈누가 착용하는 전통 장신구와 키리타-무쿠타(높은 원뿔형 왕관)를 쓰고 있다. 두 손에는 비슈누의 일반적인 무기인 수다르샤나차크라와 샹카 (소라)를 들고 있다. 다른 두 손은 신도에게 은총을 베푸는 바라다무드라와 신도에게 보호를 확신시키는 압하야무드라 제스처를 취한다. 다른 구성에서는 수다르샤나차크라, 샹카, 가다 (철퇴) 및 연꽃 등 비슈누의 네 가지 속성을 모두 가질 수도 있다.
일부 묘사에서 마츠야는 비슈누처럼 네 개의 손을 가지고 있는데, 하나는 차크라를 들고 다른 하나는 샹카를 들고 있으며, 앞의 두 손은 악마에게서 회수한 베다를 상징하는 검과 책을 들고 있다. 팔꿈치 위에는 앙그바스트라가 걸쳐져 있고, 도티와 같은 옷이 그의 엉덩이를 덮고 있다.
드물게는 하반신은 인간이지만 상반신(또는 얼굴만)이 물고기인 묘사도 있다. 물고기 얼굴 버전은 첸나케사바 사원, 소마나타푸라의 부조에서 발견된다.
마츠야는 단독으로 묘사되거나 악마와의 싸움을 묘사하는 장면으로 나타날 수 있다. 소라에서 나타나는 샹카수라라는 악마가 때때로 칼로 마츠야를 공격하는 모습이 묘사되는데, 마츠야가 그와 싸우거나 그를 죽이는 모습이다. 둘 다 바다에 묘사될 수 있으며, 신 브라흐마 및 베다를 상징하는 필사본 또는 네 명의 남자가 배경에 묘사될 수 있다. 일부 장면에서는 마츠야가 마누와 일곱 현자를 태운 배를 끄는 물고기로 묘사된다.

## 진화와 상징

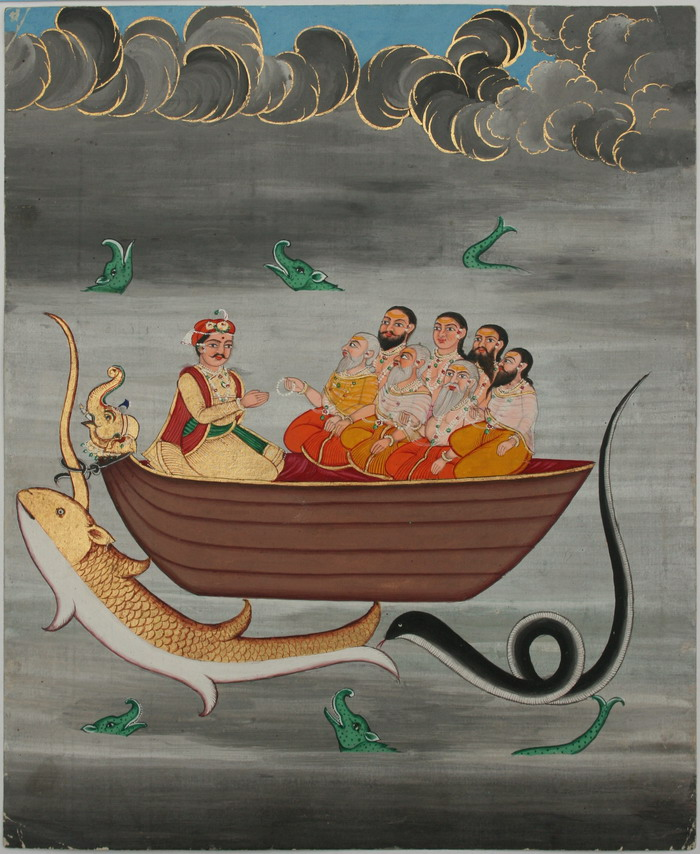
황금 뿔 물고기 마츠야가 마누와 일곱 현자를 태운 배를 끌고 있다. 마츠야의 뿔은 뱀으로 배에 묶여 있으며, 뱀은 또한 상징적인 지지대로 마츠야 뒤에 묘사되어 있다. 1890년경 자이푸르.

대홍수 이야기는 지구상의 많은 문명에서 발견된다. 이는 종종 창세기의 홍수 이야기와 노아의 방주와 비교된다. 물고기 모티프는 독자들에게 성경의 '요나와 고래' 이야기를 연상시키기도 한다. 이러한 물고기 이야기와 악마로부터 경전을 구하는 이야기는 특히 힌두교의 홍수 이야기 양식이다. 유사한 홍수 신화는 고대 수메르와 바빌로니아, 그리스, 아메리카의 마야인, 아프리카의 요루바족 이야기에도 존재한다.
홍수는 고대 이집트와 고대 바빌로니아의 티그리스-유프라테스강 체계에서 반복되는 자연재해였다. 이러한 지역에서는 물고기-신 숭배가 발생했으며, 물고기-구원자 모티프가 나타났다. 리처드 피셸은 물고기 숭배가 고대 힌두교 신앙에서 유래했다고 믿었지만, 에드워드 워시번 홉킨스는 이를 반박하며 이집트에서 유래했다고 제안했다. 수메르와 바빌로니아 버전의 창조주 물고기-신 에아는 꿈에서 왕에게 홍수를 경고하고 배를 만들라고 지시한다. 이 아이디어는 인도아리아인 이주를 통해 또는 인더스 문명으로 가는 무역로를 통해 인도 아대륙에 도달했을 수 있다. 또 다른 이론은 물고기 신화가 인더스 계곡이나 남인도 드라비다인들 사이에서 자생적으로 발생했다고 제안한다. 푸라나의 마누는 남인도에 있다고 묘사된다. 인더스 계곡 이론의 경우, 물고기는 인장에서 흔하며, 뿔 달린 물고기와 같은 뿔 달린 짐승도 묘사에서 흔하다.
홍수 신화와 물고기-신이라는 개념이 다른 문화에서 유입되었을지라도, 이는 물을 통한 창조라는 베다와 푸라나의 우주기원론적 이야기와 동족어이다. 마하바라타와 푸라나에서 홍수 신화는 사실 우주기원론적 신화이다. 홍수는 우주의 해체(프랄라야)를 상징하며, 마츠야는 위대한 파괴 후에 우주를 재창조하는 창조신(브라흐마 또는 비슈누)을 "우의적"으로 나타낸다. 창조와의 이러한 연결은 마츠야가 비슈누의 첫 번째 아바타라로 여겨지는 것과 관련이 있을 수 있다.
마츠야는 지구상의 첫 번째 생명체인 수생 생물을 상징하는 것으로 여겨진다. 마츠야 신화에 대한 또 다른 상징적 해석은, 본느푸아가 언급하듯이, 마누의 배가 해탈을 상징하며, 이는 건너가는 데 도움이 된다는 것이다. 히말라야는 지상 존재와 그 너머의 구원의 땅 사이의 경계로 간주된다. 물고기의 보호와 그 뿔은 마누를 구원에 이르게 하는 희생을 나타낸다. 비유적으로 다루어질 때, 이 이야기는 좋은 왕은 마누처럼 "물고기의 법칙"을 뒤집고 다르마를 지지하여 강자로부터 약자를 보호해야 한다고 조언한다. 악마가 베다를 숨기는 이야기에서 다르마가 위협받고, 비슈누는 신성한 구원자로서 지상의 대응자인 마누 왕의 도움을 받아 다르마를 구원한다.
또 다른 이론은 마누의 배와 물고기가 각각 큰곰자리와 작은곰자리를 나타내며, 이때 투반 별이 북극성이었다고(기원전 4천년~2천년) 제안한다.

## 숭배

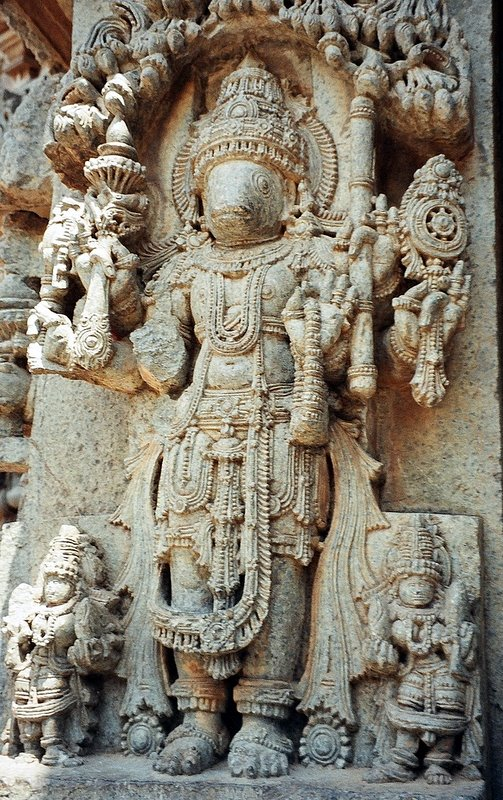
마츠야 사원은 비교적 드물지만, 힌두 사원의 부조에서 도상학적 표현을 찾을 수 있다. 첸나케사바 사원, 소마나타푸라에 있는 물고기 얼굴 마츠야.

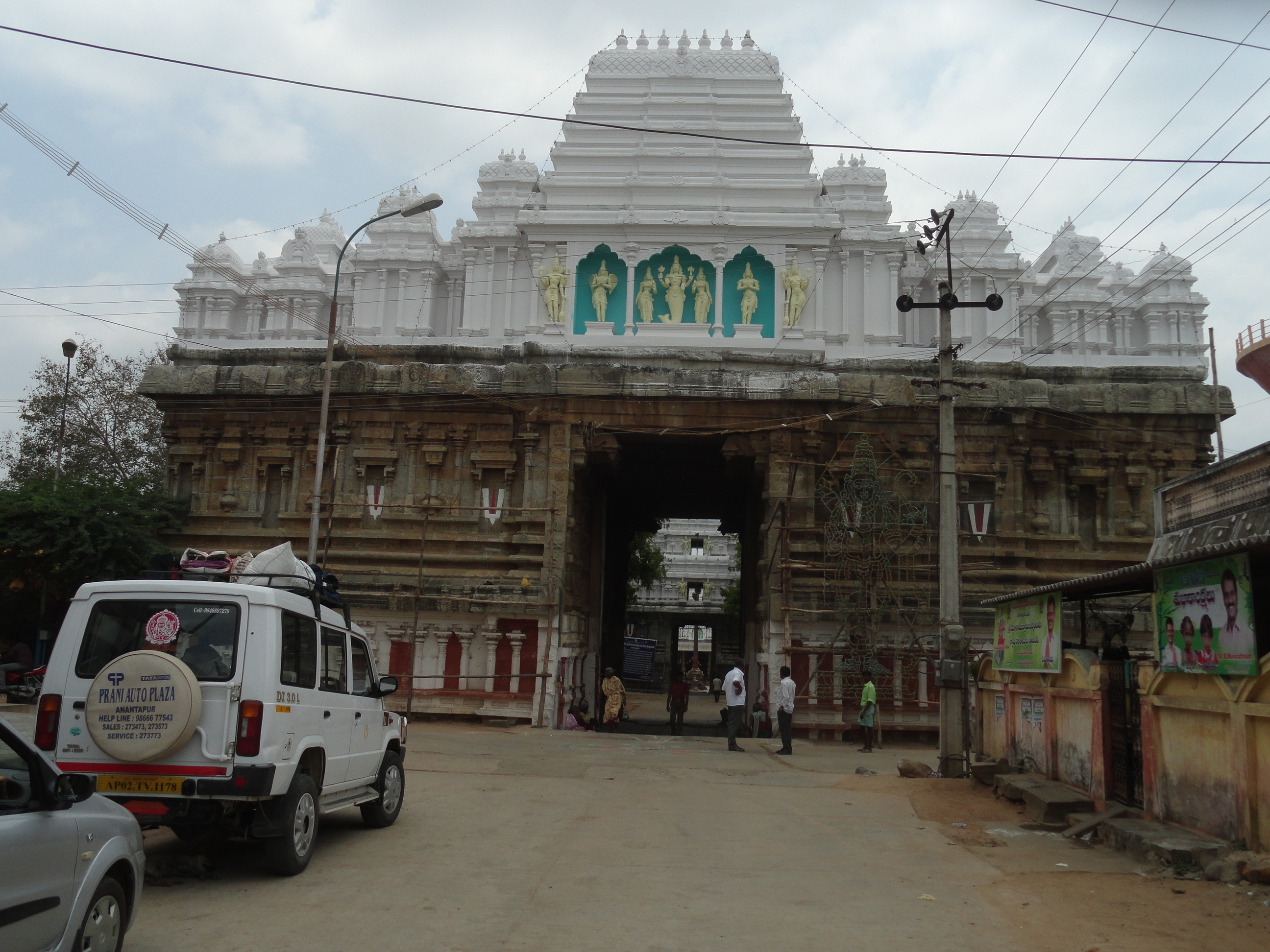
나갈라푸람의 베다나라야나 사원의 라자 고푸람

마츠야는 경전의 다양한 찬가에서 비슈누의 한 형태로 숭배된다. 바가바타 푸라나의 기도문에서 마츠야는 수생 동물과 물로부터 보호를 위해 숭배된다. 아그니 푸라나는 마츠야를 사원이나 수역의 북쪽에 설치해야 한다고 제안한다. 비슈누다르모타라 푸라나는 곡물을 위해 마츠야를 숭배해야 한다고 규정한다. 마츠야는 브라흐마 푸라나의 찬가에서 비슈누의 한 형태로 숭배된다. 가루다 푸라나의 비슈누 사하스라나마 버전에는 마츠야가 포함되어 있다. 스칸다 푸라나의 비슈누 사하스라나마에는 마츠야, 마하-마츠야("위대한 물고기") 및 티밍길라("거대한 수생 생물")가 포함되어 있다.
힌두교의 차이트라 월 상현 셋째 날은 마츠야의 생일인 마츠야 자얀티로 기념되며, 이날 숭배가 권장된다. 비슈누 신자들은 성스러운 날 전날부터 금식하며, 마츠야 자얀티에 성스러운 목욕을 하고 저녁에 마츠야 또는 비슈누를 숭배하며 금식을 마친다. 비슈누 사원에서는 특별 푸자를 개최한다. 미나족은 마츠야(미네쉬, "미나의 군주"/"물고기 군주"라고 불림)의 신화적 혈통을 주장한다. 미나족은 마츠야 자얀티를 미네쉬 자얀티로 기념한다.
바라하 푸라나와 파드마 푸라나의 마르가시르샤-마하트먀는 마르가시르샤월의 드바다시인 열두 번째 음력일에 절정에 달하는 3일간의 음력 축제에서 금식과 마츠야(황금 물고기) 숭배를 포함하는 브라타를 권장한다.
마츠야에게 봉헌된 사원은 극히 드물다. 주요 사원으로는 베트 드와르카의 샹코다라 사원과 나갈라푸람의 베다나라야나 사원이 있다. 방갈로르의 마츠야 나라야나 사원도 존재한다. 브라흐마 푸라나는 푸리의 성스러운 슈베타 강가 연못 근처에 있는 비슈누의 슈베타-마드하바 사원에서 마츠야-마드하바(마츠야로 변신한 비슈누)가 슈베타-마드하바(슈베타 왕)와 함께 숭배된다고 설명한다. 마첸아라얀(마츠야) 사원은 네팔, 마체곤에 있으며, 매년 신을 기리는 축제가 열린다. 트링코말리의 코네스와람 마츠야케스와람 사원은 현재 파괴되었다.
케랄라주에는 마츠야에게 봉헌된 사원이 세 곳 있다. 스리 마츠야바타라 마하비슈누 사원은 와야나드 구역의 칼페타와 술탄 바테리 사이 고속도로에 위치한 작은 마을 미난가디에 있다. 마츠야무르티는 주 신의 이름이지만, 우상 자체는 비슈누의 우상이다. 주에 있는 마츠야에게 봉헌된 두 번째 사원은 코지코드 구역의 칵코디에 있는 무톨리 스리 마하비슈누 사원이다. 세 번째 사원은 코지코드의 칵쿠르에 있는 페루민푸람 비슈누 사원이다. 우상은 마츠야의 우상이다. 이 사원의 신도들을 위한 주요 의식은 민눗(물고기 먹이기)이라고 불린다. 케랄라의 테이얌 의례 전통에서 팔로투 테이얌은 마츠야 아바타라를 나타내는 테이야콜람이다.

### 설명주
1. ↑  마누는 두 신화적인 왕조(태양 또는 아들을 기반으로 한 왕조, 달 또는 딸을 기반으로 한 왕조)의 조상으로 제시된다.[30][31]
2. ↑  힌두 시간 순환에 따르면, 칼파는 43억 2천만 년의 기간으로, 브라흐마의 삶에서 하루와 같다. 각 칼파는 14개의 만반타라로 나뉘며, 각 만반타라는 인간의 조상이 되는 마누가 통치한다. 브라흐마는 그의 낮인 칼파에 세계와 생명을 창조하고, 그의 밤인 프랄라야에 잠들며, 이때 브라흐마의 창조물은 파괴된다. 브라흐마는 새로운 칼파(낮)가 시작될 때 다시 깨어나 창조를 다시 시작한다.

### 참조주
1. ↑  Jośī, Kanhaiyālāla (2007). 《Matsya mahāpurāṇa: An exhaustive introduction, Sanskrit text, English translation, scholarly notes and index of verses》. Parimal Publications. ISBN 9788171103058. 2023년 4월 8일에 원본 문서에서 보존된 문서. 2022년 7월 10일에 확인함.
2. ↑  Bandyopadhyaya, Jayantanuja (2007). 《Class and Religion in Ancient India》 (영어). Anthem Press. 136쪽. ISBN 978-1-84331-332-8. 2022년 10월 8일에 원본 문서에서 보존된 문서. 2022년 7월 10일에 확인함.
3. ↑  Valborg, Helen (2007). 《Symbols of the Eternal Doctrine: From Shamballa to Paradise》 (영어). Theosophy Trust Books. 313쪽. ISBN 978-0-9793205-1-4. 2022년 10월 8일에 원본 문서에서 보존된 문서. 2022년 7월 10일에 확인함.
4. ↑  Dalal, Roshen (2014년 4월 18일). 《Hinduism: An Alphabetical Guide》 (영어). Penguin UK. ISBN 978-81-8475-277-9. 2022년 10월 8일에 원본 문서에서 보존된 문서. 2022년 7월 10일에 확인함.
5. ↑  Ninan, M. M. (2008년 6월 23일). 《The Development of Hinduism》 (영어). Madathil Mammen Ninan. 234쪽. ISBN 978-1-4382-2820-4. 2022년 10월 8일에 원본 문서에서 보존된 문서. 2022년 7월 10일에 확인함.
6. ↑  Mayrhofer, Manfred (1996). Entry “mátsya-”. In: Etymologisches Wörterbuch des Altindoarischen [Etymological Dictionary of Old Indo-Aryan] Volume II. Heidelberg: Carl Winter Universitätsverlag, 1996. pp. 297-298. (In German)
7. ↑  〈matsya/matsa〉. 《Monier-Williams Sanskrit-English Dictionary》. 1899. 776쪽. 2021년 9월 16일에 원본 문서에서 보존된 문서. 2020년 9월 26일에 확인함.
8. ↑  Franco, Rendich (2013년 12월 14일). 《Comparative etymological Dictionary of classical Indo-European languages: Indo-European - Sanskrit - Greek - Latin》 (영어). Rendich Franco. 383, 555–556쪽.
9. ↑  〈mad〉. 《Monier-Williams Sanskrit-English Dictionary》. 1899. 777쪽. 2022년 10월 8일에 원본 문서에서 보존된 문서. 2020년 9월 26일에 확인함.
10. ↑  Yaska; Sarup, Lakshman (1967). 《The Nighantu and the Nirukta》. Robarts - University of Toronto. Delhi Motilal Banarsidass. 108 (English section)쪽.
11. ↑  〈maccha〉. 《Monier-Williams Sanskrit-English Dictionary》. 1899. 773쪽. 2021년 9월 16일에 원본 문서에서 보존된 문서. 2020년 9월 26일에 확인함.
12. ↑  A. L. Dallapiccola (2003). 《Hindu Myths》. University of Texas Press. 19–20쪽. ISBN 978-0-292-70233-2.
13. 1 2  Roy 2002, 79쪽.
14. 1 2 3 4  Krishna 2009, 33쪽.
15. 1 2 3 4 5 6 7 8 9 10  Bonnefoy 1993, 79–80쪽.
16. 1 2  알랭 다니엘루 (1964). 《The Myths and Gods of India: The Classic Work on Hindu Polytheism from the Princeton Bollingen Series》. Inner Traditions. 166–167 with footnote 1쪽. ISBN 978-0-89281-354-4.
17. ↑  Aiyangar 1901, 120–1쪽.
18. ↑  “Satapatha Brahmana Part 1 (SBE12): First Kânda: I, 8, 1. Eighth Adhyâya. First Brâhmana”. 《www.sacred-texts.com》. 2021년 4월 10일에 원본 문서에서 보존된 문서. 2019년 12월 28일에 확인함.
19. ↑  Dikshitar 1935, 1–2쪽.
20. ↑  Roy 2002, 81쪽.
21. 1 2  Dhavamony, Mariasusai (1982). 《Classical Hinduism》 (영어). Gregorian Biblical BookShop. 112–113쪽. ISBN 978-88-7652-482-0.
22. ↑  Aiyangar 1901, 121–2쪽.
23. ↑  Bloomfield, Maurice (1973) [1897]. 《Hymns Of The Atharva-veda》. UNESCO Collection of Representative Works - Indian Series. Motilal Banarsidas. 5–6, 679쪽.
24. ↑  Unknown (1860–1870), 《Vishnu as Matsya》, 2023년 6월 11일에 원본 문서에서 보존된 문서, 2023년 6월 11일에 확인함
25. ↑  Rao 1914, 124쪽.
26. ↑  “The Mahabharata, Book 3: Vana Parva: Markandeya-Samasya Parva: Section CLXXXVI”. 《www.sacred-texts.com》. 2019년 10월 20일에 원본 문서에서 보존된 문서. 2020년 1월 12일에 확인함.
27. ↑  Roy 2002, 84–5쪽.
28. ↑  알프 힐테바이트 (1991). 《The cult of Draupadī: Mythologies》. Motilal Banarsidass. 177–178, 202–203 with footnotes쪽. ISBN 978-81-208-1000-6.
29. 1 2 3 4  Bonnefoy 1993, 80쪽.
30. ↑  Ronald Inden; Jonathan Walters; Daud Ali (2000). 《Querying the Medieval: Texts and the History of Practices in South Asia》. Oxford University Press. 180–181쪽. ISBN 978-0-19-535243-6.
31. ↑  Bibek Debroy; Dipavali Debroy (2005). 《The history of Puranas》. Bharatiya Kala. 640쪽. ISBN 978-81-8090-062-4.
32. ↑  《Matsya mahāpurāṇa : an exhaustive introduction, Sanskrit text, English translation, scholarly notes and index of verses》. Kanhaiyālāla Jośī 1판. Delhi: Parimal Publications. 2007. ISBN 978-81-7110-306-5. OCLC 144550129.
33. 1 2 3 4 5 6  로셴 달라 (2011). 《Hinduism: An Alphabetical Guide》. Penguin Books India. 250쪽. ISBN 978-0-14-341421-6. 2013년 1월 12일에 확인함.
34. ↑  아리엘 글룩리히 (2008). 《The Strides of Vishnu: Hindu Culture in Historical Perspective》. Oxford University Press. 155–165쪽. ISBN 978-0-19-971825-2.
35. 1 2  Roy 2002, 85쪽.
36. 1 2  Garuda Purana 2002, 4쪽.
37. ↑  Shastri 1990, 514쪽.
38. ↑  Shastri & Tagare 1999, 1116, 1118쪽.
39. ↑  Shastri & Tagare 1999, 1123쪽.
40. ↑  Rao pp. 124-125
41. ↑  George M. Williams 2008, 213쪽.
42. ↑  Shastri & Tagare 1999, 1116–24쪽.
43. ↑  Shastri, Bhatt & Gangadharan 1998, 3–4쪽.
44. ↑  Rao pp. 125-6
45. ↑  Shastri, Bhatt & Gangadharan 1998, 734쪽.
46. ↑  Varaha Purana 1960, 33–5쪽.
47. ↑  Varaha Purana 1960, 1쪽.
48. ↑  Varaha Purana 1960, 59, 259쪽.
49. ↑  Garuda Purana 2002, 411쪽.
50. ↑  Garuda Purana 2002, 268쪽.
51. ↑  Narada Purana 1952, 1978–9쪽.
52. 1 2  Shastri 2000, 873쪽.
53. ↑  Padma Purana 1954, 2656–7쪽.
54. ↑  Skanda Purana 1998a, 125–7쪽.
55. ↑  Padma Purana 1956, 3174–6쪽.
56. 1 2  Shah 1990, 328쪽.
57. 1 2  Narada Purana 1952, 1890쪽.
58. ↑  Nagar 2005, 74, 194쪽, volume II.
59. ↑  Skanda Purana 1998, 227쪽.
60. ↑  Shastri & Tagare 1999, 26쪽.
61. ↑  Garuda Purana 2002, 265쪽.
62. ↑  Garuda Purana 2002a, 869쪽.
63. ↑  Shastri 1990, 774쪽.
64. 1 2  Narada Purana 1997, 1450쪽.
65. ↑  Varaha Purana 1960, 13쪽.
66. ↑  Padma Purana 1956, 3166쪽.
67. ↑  Skanda Purana 2003, 431–2쪽.
68. ↑  Shastri & Tagare 1999, 26, 190쪽.
69. ↑  N.A (1951). 《THE SKANDA-PURANA PART. 7》. MOTILAL BANARSIDASS PUBLISHERS PVT. LTD, DELHI. 286쪽.
70. ↑  Wilson 1862, 57–8쪽.
71. ↑  Shastri, Bhatt & Gangadharan 1998, 326쪽.
72. ↑  Wilson 1862a, 125–6쪽.
73. ↑  Brahma Purana 1955, 104쪽.
74. ↑  Shastri, Bhatt & Gangadharan 1998, 129쪽.
75. ↑  Shah 1990, 240쪽.
76. ↑  Rao 1914, 127쪽.
77. 1 2  대영박물관; 안나 리베라 달라피콜라 (2010). 《South Indian Paintings: A Catalogue of the British Museum Collection》. Mapin Publishing Pvt Ltd. 78, 117, 125쪽. ISBN 978-0-7141-2424-7. 2013년 1월 13일에 확인함.
78. ↑  “Ancient India”. 《www.art-and-archaeology.com》. 2012년 1월 23일에 원본 문서에서 보존된 문서. 2013년 1월 13일에 확인함.
79. ↑  Krishna 2009, 35쪽.
80. ↑  Roy 2002, 79–80쪽.
81. ↑  Roy 2002, 80–2쪽.
82. ↑  Roy 2002, 82쪽.
83. ↑  Roy 2002, 83–4쪽.
84. 1 2  Krishna p. 36
85. ↑  Shastri & Tagare 1999, 820쪽.
86. ↑  Shastri, Bhatt & Gangadharan 1998, 116, 172쪽.
87. ↑  Shah 1990, 118쪽.
88. ↑  Brahma Purana 1955, 336, 395, 447, 763, 970쪽.
89. ↑  Garuda Purana 2002, 59쪽.
90. ↑  Skanda Purana 2003a, 253쪽.
91. ↑  “Matsya Jayanti 2021: Date, time, significance, puja, fast”. 《India Today》 (영어). 2021년 4월 15일. 2021년 6월 5일에 원본 문서에서 보존된 문서. 2021년 6월 5일에 확인함.
92. ↑  Kapur, Nandini Sinha (2000). 《Reconstructing Identities and Situating Themselves in History : A Preliminary Note on the Meenas of Jaipur Locality》. 《Indian Historical Review》 27. 29–43쪽. doi:10.1177/037698360002700103. S2CID 141602938. the entire community claims descent from the Matsya (fish) incarnation of Vishnu
93. ↑  “मीनेष जयंती:मीणा समाज ने मनाई भगवान मीनेष जयंती”. 《다이니크 바스카르》. 2021년 4월 15일. 2021년 6월 5일에 원본 문서에서 보존된 문서. 2021년 6월 5일에 확인함.
94. ↑  “मिनेष जयंती पर मीणा समाज ने निकाली भव्य शोभायात्रा”. 《Patrika News》 (힌디어). 2019년 4월 8일. 2021년 6월 5일에 원본 문서에서 보존된 문서. 2021년 6월 5일에 확인함.
95. ↑  Varaha Purana 1960, 118–23쪽.
96. ↑  Skanda Purana 1998a, 253–6쪽.
97. ↑  Starza, O. M. (1993). 《The Jagannatha Temple at Puri: Its Architecture, Art, and Cult》 (영어). BRILL. 11쪽. ISBN 978-90-04-09673-8.
98. ↑  “Machhenarayan fair put off this year due to COVID-19”. 《고라카파트라》. 2020년 9월 11일. 2021년 9월 17일에 원본 문서에서 보존된 문서. 2020년 9월 26일에 확인함.

## 추가 읽을거리
- Aiyangar, Narayan (1901). 《Essays On Indo Aryan Mythology》. 첸나이: Addison and Company.
- Bonnefoy, Yves (1993). 《Asian Mythologies》. University of Chicago Press. ISBN 978-0-226-06456-7.
- Dikshitar, V. R. Ramachandra (1935). 《Matsya Purana a study》.
- Roy, J. (2002). 《Theory of Avatāra and Divinity of Chaitanya》. Atlantic. ISBN 978-81-269-0169-2.
- Krishna, Nanditha (2009). 《The Book of Vishnu》. Penguin Books India. ISBN 978-0-14-306762-7.
- Rao, T.A. Gopinatha (1914). 《Elements of Hindu iconography》. 1: Part I. Madras: Law Printing House.
- 조지 M. 윌리엄스 (2008). 《Handbook of Hindu Mythology》. Oxford University Press. ISBN 978-0-19-533261-2.
- Mani, Vettam (1975). 《Puranic Encyclopaedia: a Comprehensive Dictionary with Special Reference to the Epic and Puranic Literature》. Motilal Banarsidass Publishers. ISBN 978-0-8426-0822-0.
- Shah, Priyabala (1990). 《Shri Vishnudharmottara》. The New Order Book Co.
- H H Wilson (1911). 《Puranas》. 84쪽.
- Shastri, J. L.; Tagare, G. V. (1999) [1950]. 《The Bhāgavata Purāṇa》. Motilal Banarsidas.
- Shastri, J. L.; Bhatt, G. P.; Gangadharan, N. (1998) [1954]. 《Agni Purana》. Motilal Banarsidass Publishers Pvt. Ltd.
- Wilson, H. H. (Horace Hayman) (1862). 《The Vishnu Purána : a system of Hindu mythology and tradition》. Works by the late Horace Hayman Wilson VI. 프린스턴 신학대학원 도서관. London : Trübner.
  - Wilson, H. H. (Horace Hayman) (1862a). 《The Vishnu Purána : a system of Hindu mythology and tradition》. Works by the late Horace Hayman Wilson VII. 프린스턴 신학대학원 도서관. London : Trübner.
- 《Brahma Purana》. UNESCO collection of Representative Works - Indian Series. Motilal Banarsidass. 1955.
- Nagar, Shanti Lal (2005). 《Brahmavaivarta Purana》. Parimal Publications.
- 《The Garuda Purana》 1. Motilal Banarsidas. 2002 [1957].
  - 《The Garuda Purana》 3. Motilal Banarsidas. 2002 [1957].
- Shastri, J.L. (1990) [1951]. 《Linga Purana》 2. Motilal Banarsidass Publishers Pvt. Ltd.
- 《The Narada Purana》 4. Motilal Banarsidas. 1997 [1952].
  - 《The Narada Purana》 5. Motilal Banarsidas. 1952.
- 《The Varaha Purana》. UNESCO collection of Representative Works - Indian Series 1. Motilal Banarsidas. 1960.
- Shastri, J. L. (2000) [1950]. 《The Śiva Purāṇa》 2. Motilal Banarsidas.
- 《Padma Purana》 8. Motilal Banarsidas. 1956.
  - 《Padma Purana》 9. Motilal Banarsidas. 1956.
- 《The Skanda Purana》 5. Motilal Banarsidas. 1998 [1951].
  - 《The Skanda Purana》 6. Motilal Banarsidas. 1998 [1951].
  - 《The Skanda Purana》 15. Motilal Banarsidas. 2003 [1957].
  - 《The Skanda Purana》 12. Motilal Banarsidas. 2003 [1955].